# フォルゴーレ空挺旅団

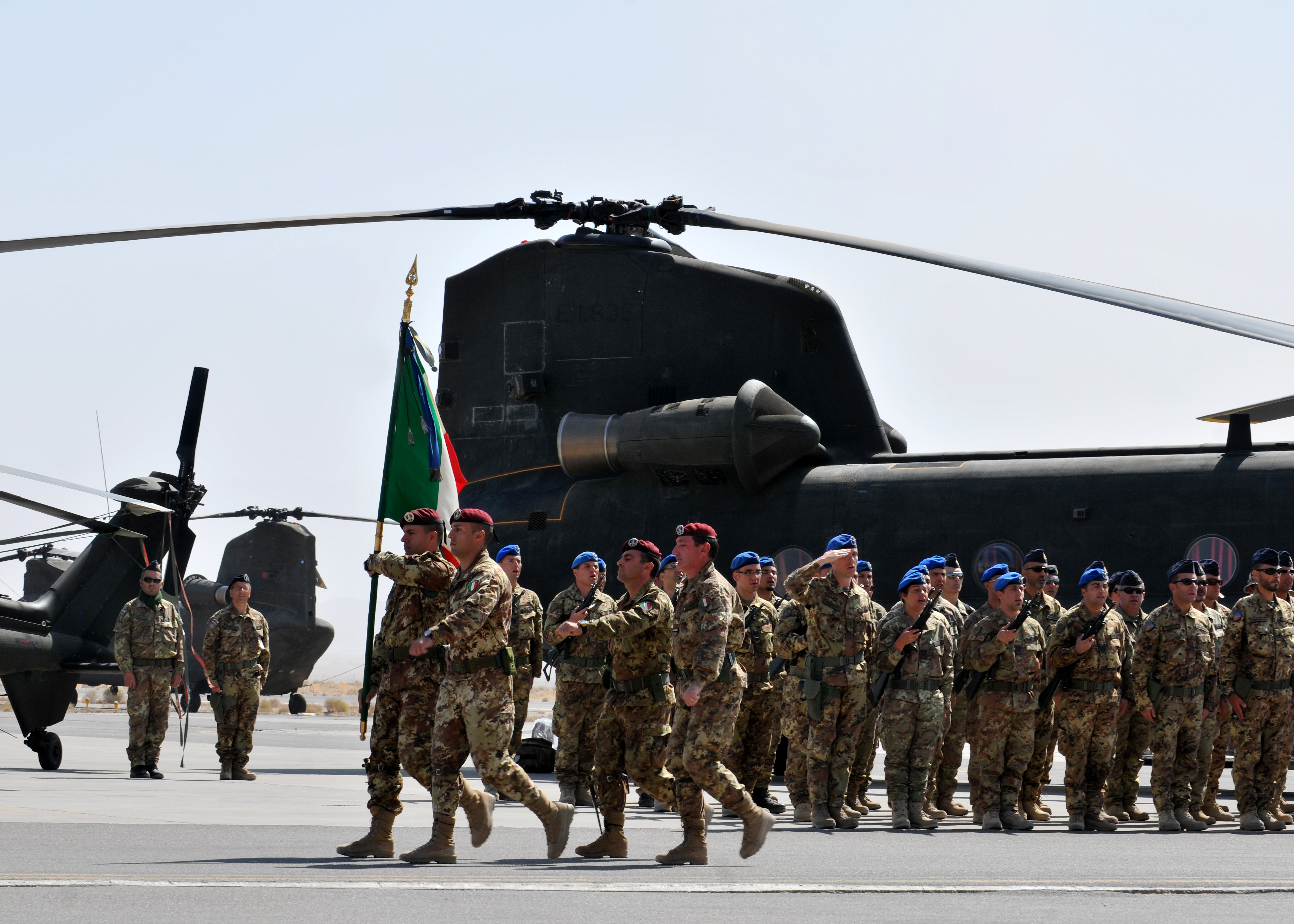
ISAFからアフガニスタン軍へ治安維持権限を委譲する式典に参加するフォルゴーレ旅団（アフガニスタン、ヘラート州）

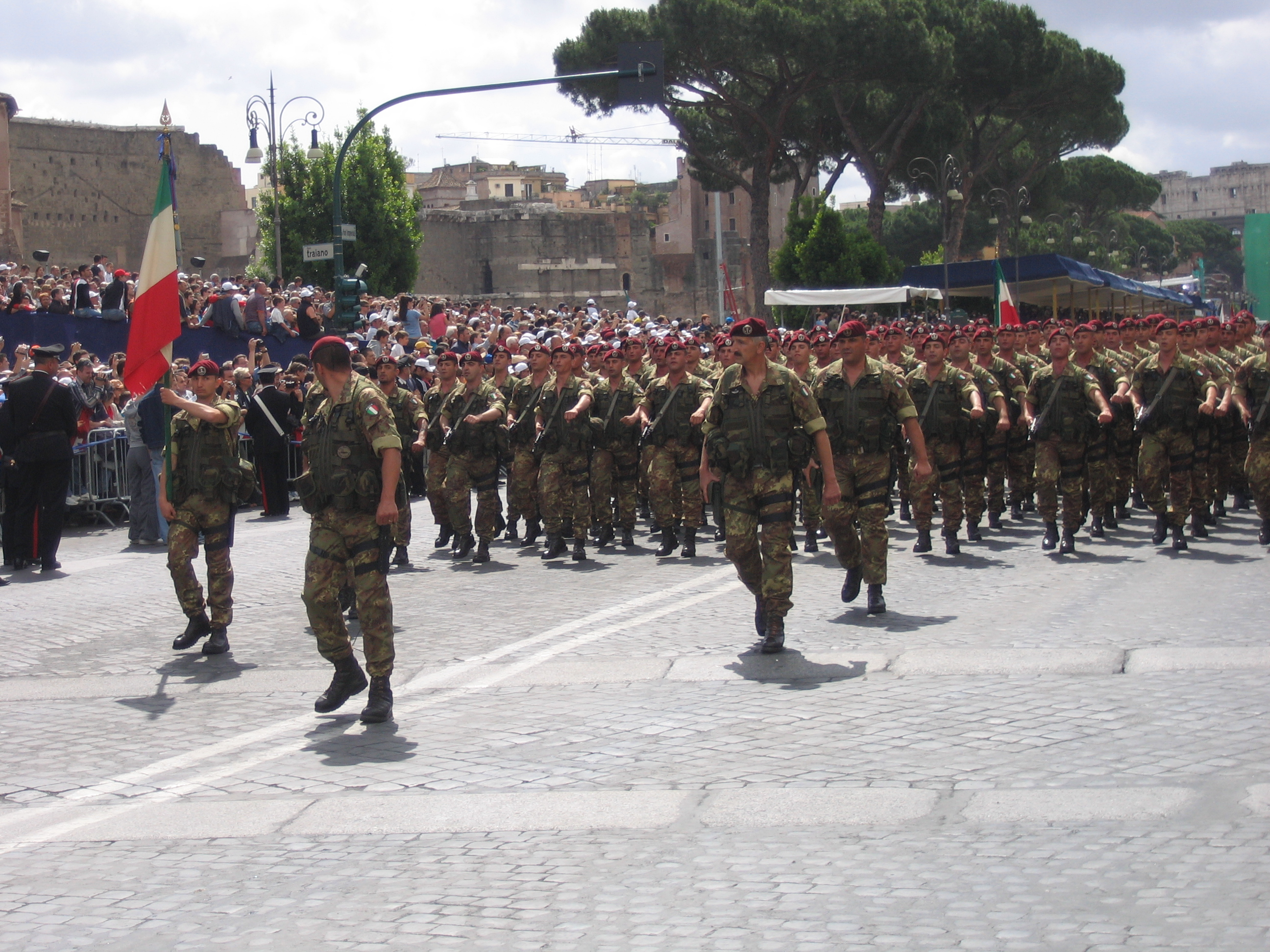
共和国記念日（Festa della Repubblica）の陸軍パレードで行進するフォルゴーレ旅団第187空挺連隊

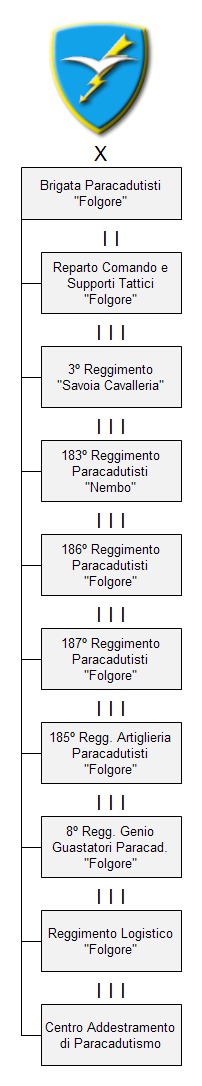
指揮系統

フォルゴーレ空挺旅団（Brigata paracadutisti "Folgore" ブリガータ・パラカドゥティスティ・フォルゴーレ）はイタリア陸軍が編成する空挺作戦を主目的とした旅団。フォルゴーレ（Folgore）は前身となる第185空挺師団『フォルゴーレ』及びフォルゴーレ戦闘団から受け継いだ名称であり、イタリア語で「稲妻」「雷鳴」を意味する。
共和制移行後のイタリア陸軍が保有する3個軽歩兵旅団の一翼を担い、パラカドゥティスティ（落下傘、paracadutisti）を兵科とする複数の連隊によって編成されている。エリート部隊の性質から陸軍の特殊部隊としても位置付けられており、第9落下傘強襲連隊『コロネルモスキン』を筆頭にフォルゴーレ空挺師団の要員から編成されている部隊も多い。

## 部隊史

### 第二次世界大戦
1941年9月1日、第二次世界大戦の最中にイタリア王立陸軍は選抜された兵士からなる空挺部隊の編成を開始した。独伊両軍が計画していたマルタ島占領作戦「ヘラクレス」に大規模な空挺作戦を用いる事が決定した為であったが、第1空挺師団（1ª Divisione Paracadutisti）が編成を完了した時点でヘラクレス作戦は中止されてしまっていた。
1942年6月、第1空挺師団は第185空挺師団『フォルゴーレ』に改称されて北アフリカの砂漠戦に投入された。本来の役割とは全く異なる戦場であったにも拘わらず『フォルゴーレ』の要員達は勇戦し、第二次エル・アラメインの戦いでは部隊が壊滅するまで前線に踏みとどまり、火炎瓶と対戦車地雷で英軍の戦車部隊に大損害を与えた。アメリカのタイム紙は「彼らは良い意味で同盟国の予想を裏切る戦いを見せた…特に南部戦域ではフォルゴーレ師団の兵士が爆薬を抱いて英軍の戦車に肉薄した」と称賛している
1942年11月23日、第185空挺師団『フォルゴーレ』は第二次エル・アラメインで蒙った損害により解散されたが、本土に残っていた予備部隊が第184空挺師団『ネンボゥ』として再編された。大戦後半にイタリア王国がイタリア社会共和国（RSI）と王国亡命政府に分裂して内戦に陥ると、王国を支持した部隊は連合軍からイギリス式の装備を援助されて複数の戦闘団からなるイタリア共同交戦部隊（自由イタリア軍）を編成した。
この際、編成された部隊の一つにフォルゴーレの名称が与えられたが（フォルゴーレ戦闘団）、これは要員が『ネンボゥ』の隊員から編成されていた為であった。フォルゴーレ戦闘団は英第13軍の指揮下に加わり、RSI軍と交戦した。一方、RSI軍側もアルディーティ（突撃兵）部隊に同じく両師団の元隊員からなる第1空挺連隊『フォルゴーレ』を編成した。

### 冷戦
戦争が連合軍の勝利に帰し、イタリア社会共和国とRSI軍は解散された。『フォルゴーレ』の継承部隊はフォルゴーレ戦闘団の単独となり、旧連合国の支援による再軍備が行われる中で大きな存在感を発揮した。サヴォイア王家の追放によって王国が共和制に移行した後も軍内の地位は揺るがず、1954年にで最初に陸軍師団へ昇格を果たしてフォルゴーレ機械化師団（Divisione Meccanizzata Folgore）に改称した。名称が示す通り、新たなフォルゴーレは空挺師団ではなく機械化師団として運用された。イタリア北東部ヴェネト州トレヴィーゾに根拠地を置き、対東側諸国の備えとして展開した。
軍内の空挺部隊はトスカーナ州ピサに設置された空挺司令部が必要に応じて運用する事になっていた。1963年1月1日、空挺司令部は2個空挺大隊、特殊落下傘部隊、カラビニエリ部隊からなる第1空挺旅団（1ª Paratroopers Brigade）を編成、1963年7月15日に部隊はフォルゴーレ機械化師団とは別に「フォルゴーレ」の部隊名を使用する事を許可され、正式名称をフォルゴーレ空挺旅団（ブリガーデ・パラカドゥティスティ・フォルゴーレ Brigata paracadutisti "Folgore"）とした。
1975年、イタリア陸軍は連隊制度を一旦廃止して大規模な再編を行った。
- フォルゴーレ空挺旅団（リヴォルノ）
  - 旅団司令部及び通信大隊（リヴォルノ）
  - 第1空挺カラビニエリ大隊『トスカーナ』（リヴォルノ）
  - 第2空挺大隊『タルクイーニア』（リヴォルノ）
  - 第5空挺大隊『エルアラメイン』（シエーナ）
  - 第9落下傘強襲大隊『コロネルモスキン』（リヴォルノ）
  - 第185空挺砲兵団『ヴィテルボ』（リヴォルノ）
  - 第26軽攻撃機及びヘリコプター大隊『ジェノヴァ』（ガリレオ・ガリレイ国際空港）
  - 旅団兵站大隊（ピサ）
  - 旅団偵察中隊（シエーナ）
  - 旅団工兵中隊（ルッカ）

1983年1月1日、第二次世界大戦後のイタリア陸軍にとって初めて正式に認められた海外出兵となるレバノン内戦において、フォルゴーレ空挺旅団は派遣部隊の主力を担う大任を与えられた。1986年1月1日、軍の再編が行われ、フォルゴーレ空挺旅団とフリウリ機械化旅団は海軍のサンマルコ海兵連隊と並んで軍の即応介入部隊に指定された。同年の再編ではフォルゴーレ機械化師団が解散され、指揮下にあった部隊は伊第5軍に移管された。1991年、湾岸戦争後のイラク国内におけるクルド人地区（クルディスタン）で発生した紛争を仲裁すべく行われたプロヴァイド・コンフォート作戦に派遣された。

### 冷戦終結
1992年、冷戦終結に伴い大規模な軍制改革が始まり、フォルゴーレ空挺旅団も編成の変更を受けた。
- フォルゴーレ空挺旅団（リヴォルノ）
  - 旅団司令部及び通信大隊（リヴォルノ）
  - 第1空挺カラビニエリ連隊『トスカーナ』（リヴォルノ）
  - 第9落下傘強襲連隊『コロネルモスキン』（リヴォルノ）
  - 第183空挺連隊『ネンボゥ』（ピストイア）
  - 第186空挺連隊『フォルゴーレ』（第2空挺大隊『タルクイーニア』を再編、リヴォルノ）
  - 第187空挺連隊『フォルゴーレ』（第5空挺大隊『エルアラメイン』を再編、シエーナ）
  - 第185空挺砲兵連隊（リヴォルノ）
  - 第26軽攻撃機及びヘリコプター大隊『ジェノヴァ』（ガリレオ・ガリレイ国際空港）
  - 旅団兵站大隊（ピサ）
  - 旅団工兵中隊（ルッカ）
  - ピサ陸軍空挺学校（ピサ）

1992年12月3日、多国籍軍の一部としてフォルゴーレ空挺旅団はソマリア内戦に派兵され、一年間の治安任務に従軍した。1993年7月2日、同日の治安維持作戦で3名が戦死し、戦死者は共和国政府から名誉軍務勲章が授与された。
1997年10月1日、軍制改革の一環で伊第3軍は防衛計画司令部（Comando Forze di Proiezione、COMFOP）に再編、軍内の即応介入部隊を管轄する組織となった。しかしフォルゴーレ空挺旅団のみ第1防衛司令部（COMFOD 1°、旧伊第5軍）の管理下に移され、また第5工兵連隊を指揮部隊に加えた。編入後、第5工兵連隊は既存の旅団工兵大隊と統合して第8戦闘工兵連隊に改称した。2001年3月、第26軽攻撃機及びヘリコプター大隊『ジェノヴァ』が解散され、翌年には国家憲兵（カラビニエリ）が陸海空軍と並ぶ独立指揮権を持った組織として陸軍から独立した為、第1空挺カラビニエリ連隊『トスカーナ』が旅団の指揮下から外れた。2004年、砲兵部隊である第185空挺砲兵連隊を廃止して、新たに長距離偵察パトロール戦術（Lurps）を担当する第185斥候落下傘連隊が結成された。
2005年から2011年にかけては対テロ戦争を行うアメリカに助力し、フォルゴーレ空挺旅団はイラク戦争とアフガニスタン紛争に参加した。

### 2013年の再編
2013年、フォルゴーレ空挺旅団の編成が大幅に変更された。具体的には特殊部隊を統括する特殊部隊合同コマンド（CO.F.S.、Comando interforze per le operazioni delle Forze speciali）が編成され、第9落下傘強襲連隊『コロネルモスキン』と第185斥候落下傘連隊の指揮権を失った。その代償としてフリウリ航空強襲旅団（旧フリウリ機械化旅団）から第3騎兵連隊『サヴォイア竜騎兵』を、サルデーニャ擲弾兵旅団から第33自走砲兵連隊『アックイ』の指揮権をそれぞれ譲り受け、更に解散された補給司令部から移管される形で第6兵站連隊を指揮下に置いた。この内、第33自走砲兵連隊『アックイ』を再編する形で廃止されていた第185空挺砲兵連隊を復活させ、また第6兵站連隊と旅団兵站大隊を統合して旅団補給連隊に再編した。
- フォルゴーレ空挺旅団（リヴォルノ）
  -  旅団司令部及び通信大隊（リヴォルノ）
  -  第3騎兵連隊『サヴォイア竜騎兵』（グロッセート）
  -  第183空挺連隊『ネンボゥ』（ピストイア）
  -  第186空挺連隊『フォルゴーレ』（リヴォルノ）
  -  第187空挺連隊『フォルゴーレ』（シエーナ）
  -  第185空挺砲兵連隊『フォルゴーレ』（ブラッチャーノ）
  -  第8戦闘工兵連隊『フォルゴーレ』 (レニャーゴ)
  -  旅団兵站連隊（ピサ）
  -  ピサ空挺訓練センター（ピサ）

一連の再編はジュリア山岳旅団やタウリネンゼ山岳旅団と同一の内容となる。

## 装備
- ベレッタAR70/90
- スパイク対戦車ミサイル
- 120mm迫撃砲 RT
- イヴェコ LMV
- プーマ軽装甲車
- チェンタウロ戦闘偵察車（騎兵部隊）
- FH70（砲兵部隊）